# Die drei Federn (Bechstein)

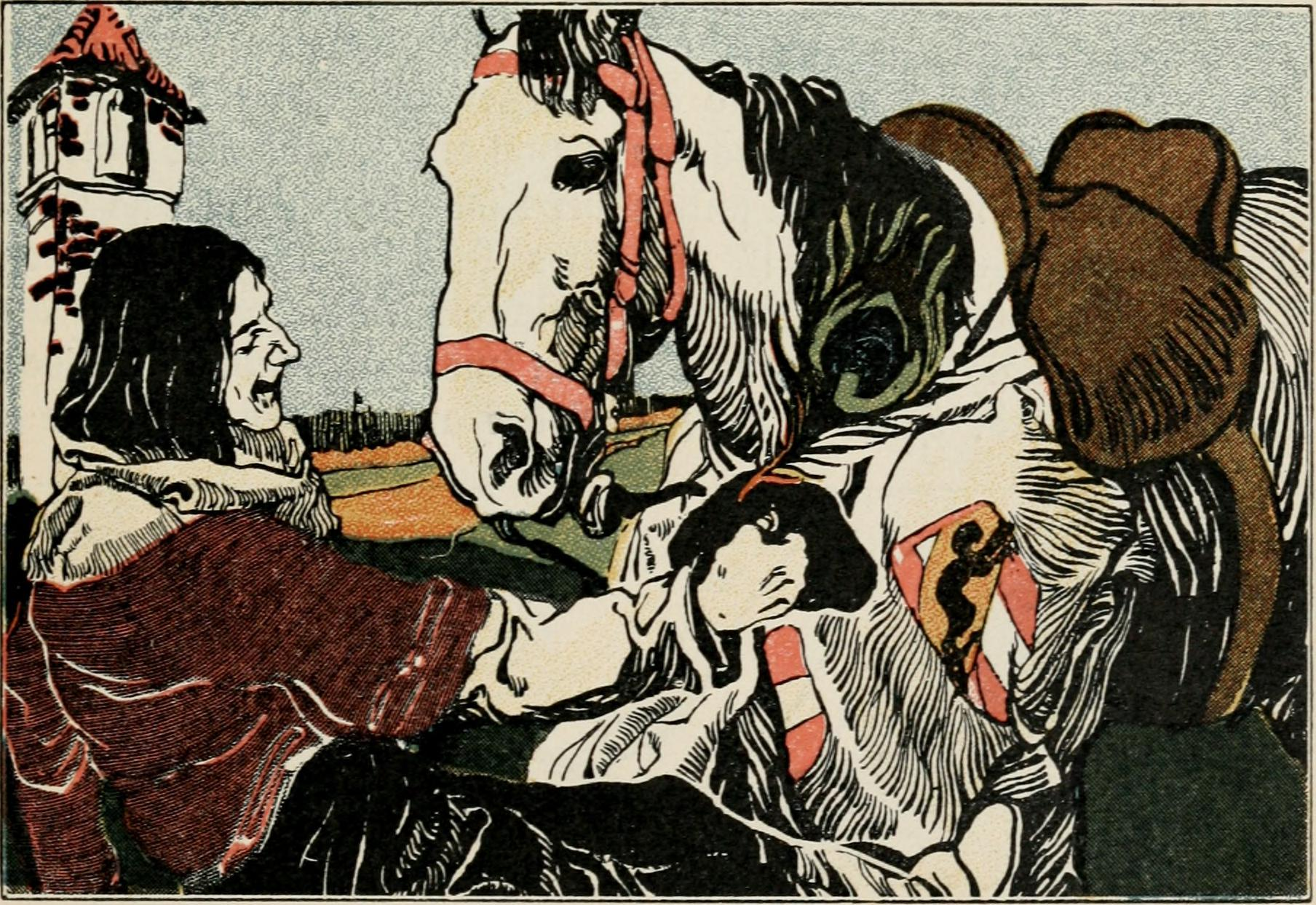
Illustration von Carl Fahringer, 1900

Die drei Federn ist ein Märchen (AaTh 531 I). Es steht in Ludwig Bechsteins Deutsches Märchenbuch an Stelle 21 (1845 Nr. 26) und basiert auf Das Pathengeschenk in Anton Wilhelm von Zuccalmaglios und Andreas Kretzschmers Deutsche Volkslieder in ihren Originalweisen von 1840 (Nr. 20).

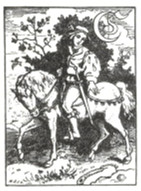
Holzschnitt, Ludwig Richter

## Inhalt

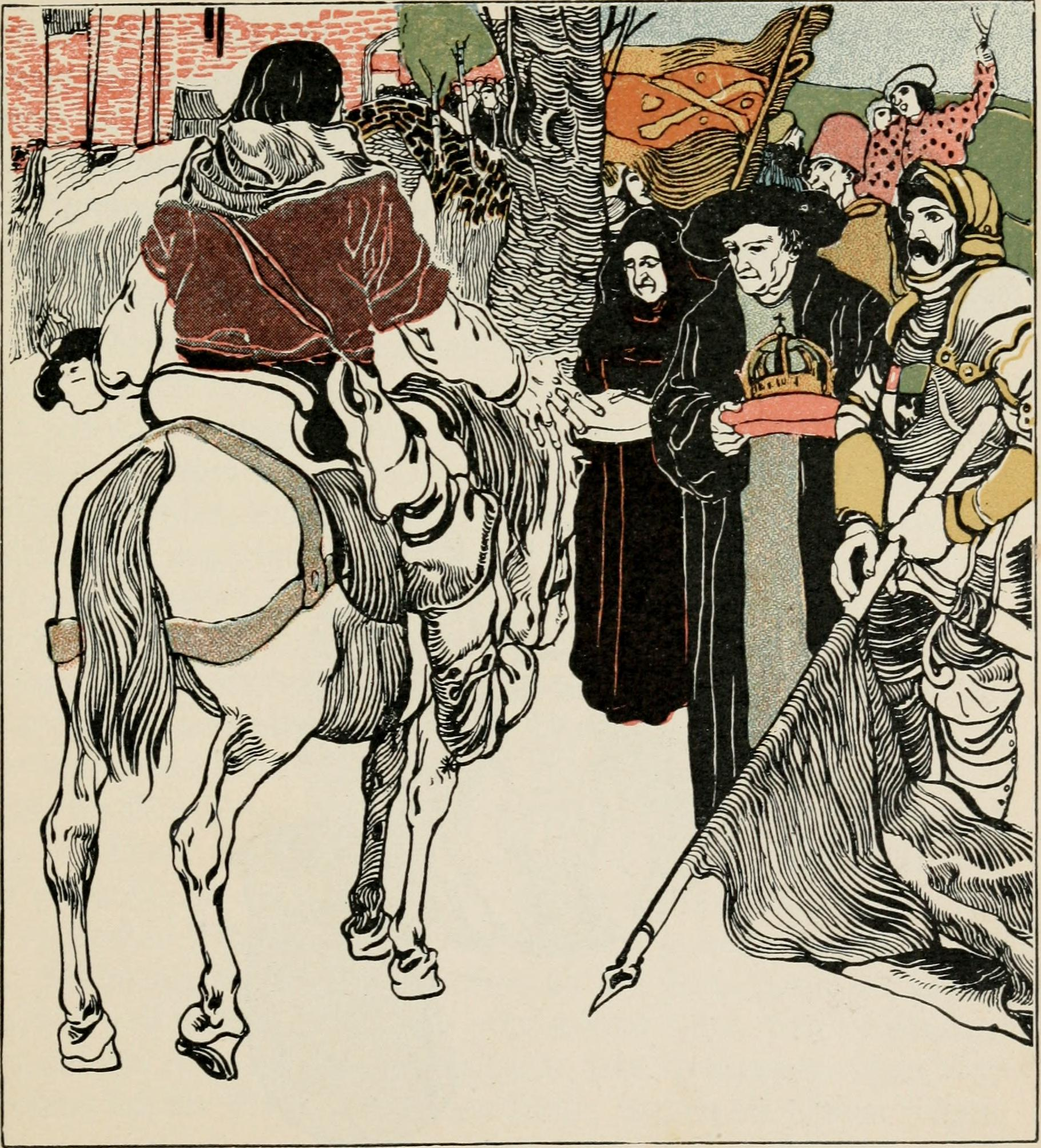
Illustration von Carl Fahringer, 1900

Ein Mann findet als Taufpaten für seinen Sohn einen schönen Knaben, es ist Jesus, der hebt das Kind aus der Taufe und schenkt ihm ein Pferd. Damit reitet der Jüngling dann fort. Als er unterwegs eine schöne Feder am Boden sieht, beginnt das Pferd zu reden und rät, sie liegen zu lassen, so auch bei einer zweiten. Die dritte aber hebt er doch auf, da kommen Mädchen und krönen ihn zum König. Hätte er die erste oder die zweite Feder genommen, wäre er nur ein Graf oder ein Herzog geworden, hätte er aber auch die dritte liegen gelassen, so hätte eine vierte ihn zum Kaiser gemacht.

## Herkunft
Bechstein notiert: „Nach einem Volksliede.“ Das Lied ist besonders zuletzt weniger ausführlich, es fehlt der Grund, wieso er die Feder hätte lassen sollen.
Vgl. Grimms Ferenand getrü und Ferenand ungetrü, Bechsteins Goldener, Wilhelm Buschs Der Herrgott als Pathe (Ut ôler Welt, Nr. 36).
Kein Zusammenhang besteht zu Grimms Die drei Federn.
Siehe auch: Die symbolische Bedeutung der Zahl Drei in den Märchen.